# 97186 Tore
97186 Tore este un asteroid din centura principală de asteroizi.

## Descriere
97186 Tore este un asteroid din centura principală de asteroizi. A fost descoperit pe 28 noiembrie 1999 la Gnosca de Stefano Sposetti. Asteroidul prezintă o orbită caracterizată de o semiaxă mare de 3,01 ua, o excentricitate de 0,08 și o înclinație de 12,4° în raport cu ecliptica.